# 无限群
在數學的群论中，无限群 是指潜在集合中含有无穷多个元素的群。如果潜在集合中有有限数量的元素，那麼它就是一个有限群。

## 例子
- (R, +)
- 无限李群
- 无限一般线性群
- Just-infinite群